# 陳蜚聲

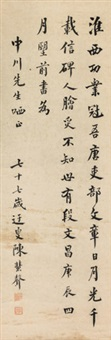
陈蜚声书法

陈蜚声（1864年—1945年），字翼如，号鹤侪，又号和斋，中国近代书法家，山东潍县人（今潍坊市潍城区）人。

## 生平
清光绪十七年（1891年）中举。光绪三十年（1904年）甲辰进士，任礼部祭司员外郎，改典礼院恩创恤科科长。民国初年，迁居安丘傅戈庄，後被潍城丁星甫聘为塾师。民国二十年（1931年），被聘为《潍县志》总纂。后迁居青岛，以卖字为生。民国三十四年（1945年）卒。